# Анжак-Шарант
Анжа́к-Шара́нт (фр. Angeac-Charente) — коммуна во Франции, находится в регионе Пуату — Шаранта. Департамент — Шаранта. Входит в состав кантона Шатонёф-сюр-Шарант. Округ коммуны — Коньяк.
Код INSEE коммуны — 16013.
Коммуна расположена приблизительно в 410 км к юго-западу от Парижа, в 115 км южнее Пуатье, в 19 км к западу от Ангулема.

## Население
Население коммуны на 2008 год составляло 380 человек.
| 1962 | 1968 | 1975 | 1982 | 1990 | 1999 | 2008 |
| ---- | ---- | ---- | ---- | ---- | ---- | ---- |
| 447  | 389  | 393  | 378  | 387  | 399  | 380  |

## Администрация
| Период | Период | Фамилия         | Партия       | Примечания     |
| ------ | ------ | --------------- | ------------ | -------------- |
| 1971   | 2008   | Франсуа Ривьер  |              |                |
| 2008   | 2014   | Кристиан Дюфрон | Разные левые | инженер-эколог |

## Экономика
В 2007 году среди 232 человек в трудоспособном возрасте (15—64 лет) 171 были экономически активными, 61 — неактивными (показатель активности — 73,7 %, в 1999 году было 71,3 %). Из 171 активных работали 152 человека (78 мужчин и 74 женщины), безработных было 19 (5 мужчин и 14 женщин). Среди 61 неактивных 18 человек были учениками или студентами, 28 — пенсионерами, 15 были неактивными по другим причинам.

## Достопримечательности
- Церковь Сен-Пьер (XIV—XV века). Исторический памятник с 1992 года[3]
- Мост через реку Шаранта (XII век)

## Фотогалерея

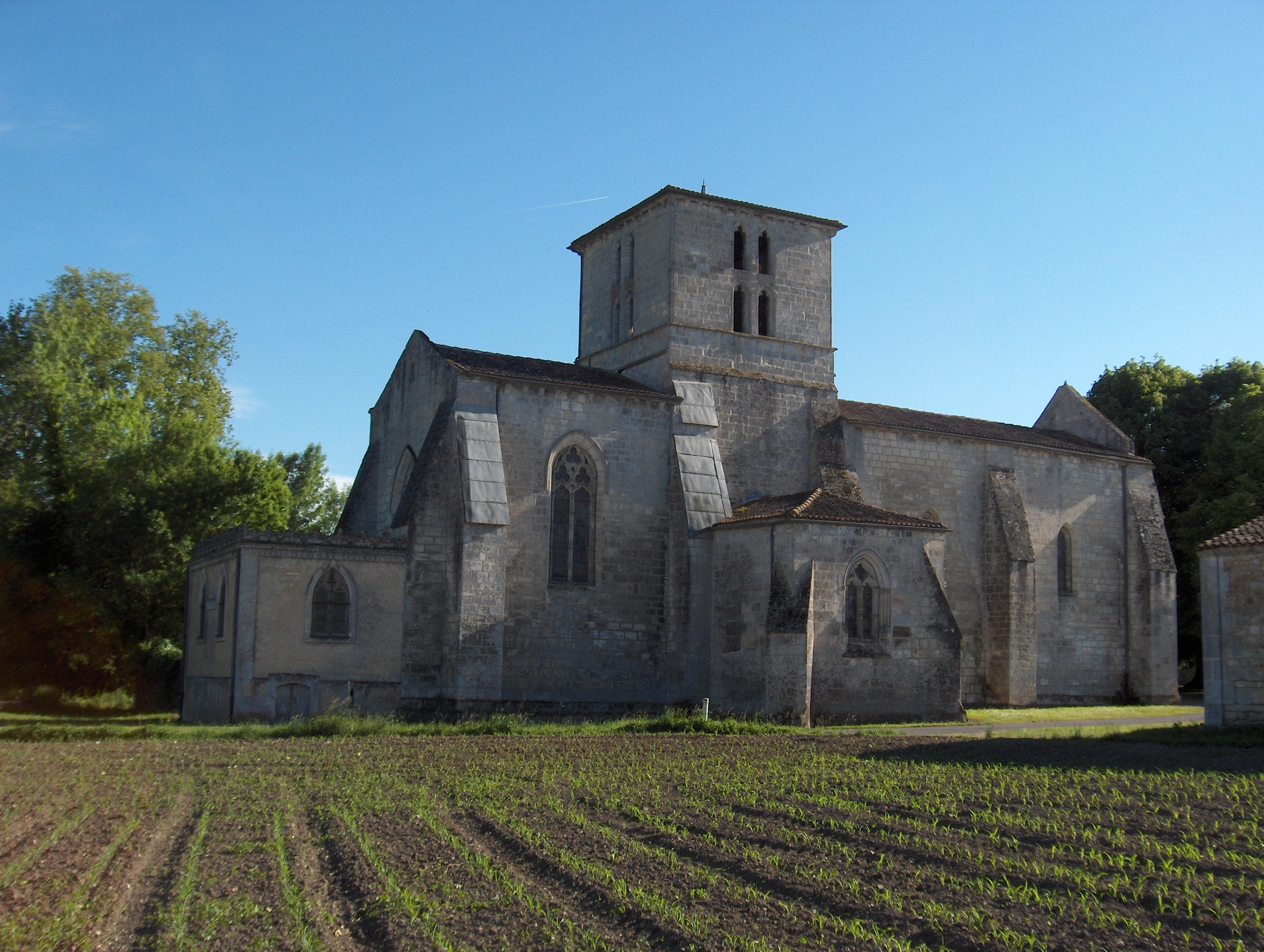
Церковь Сен-Пьер
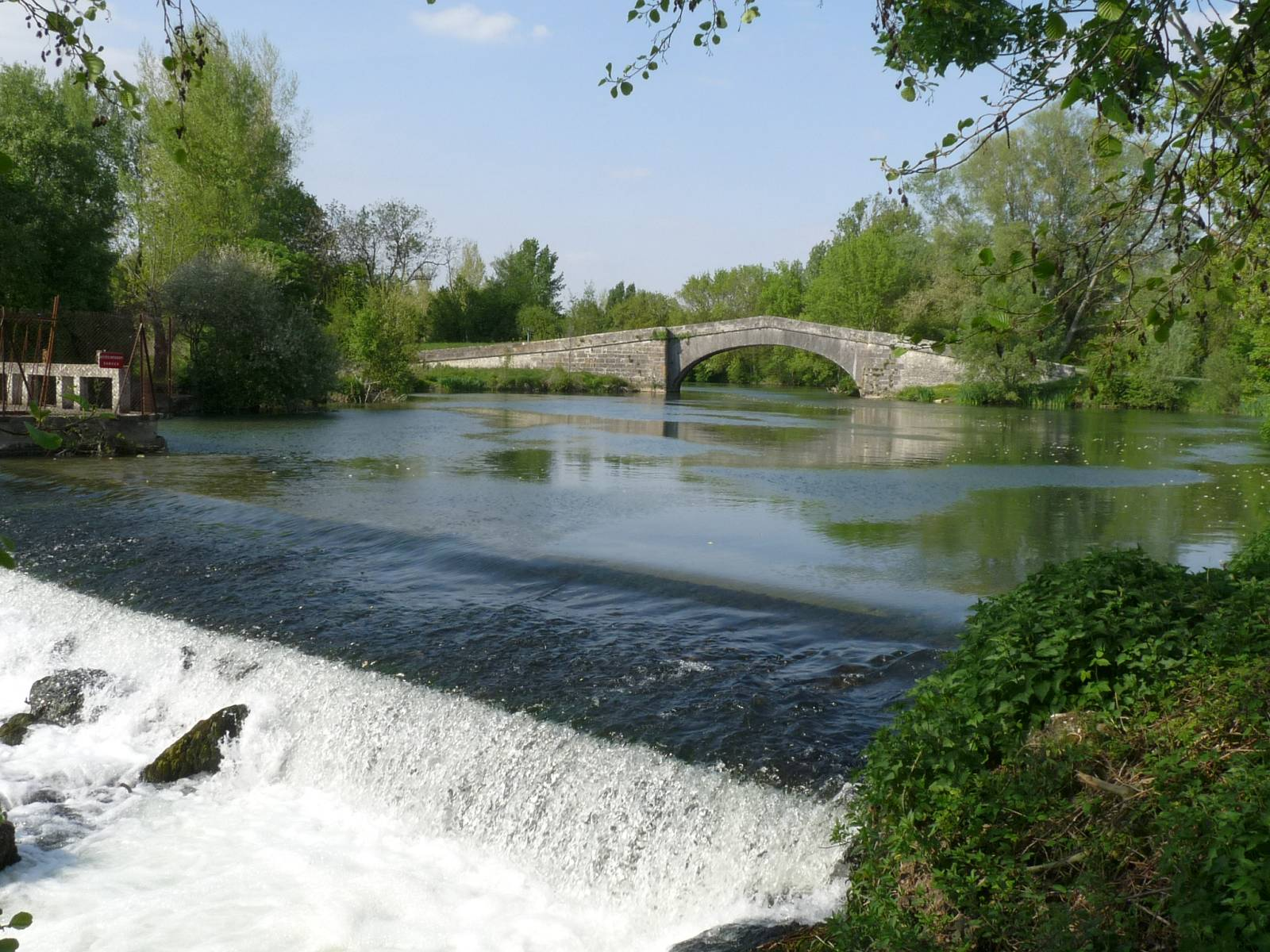
Мост через реку Шаранта
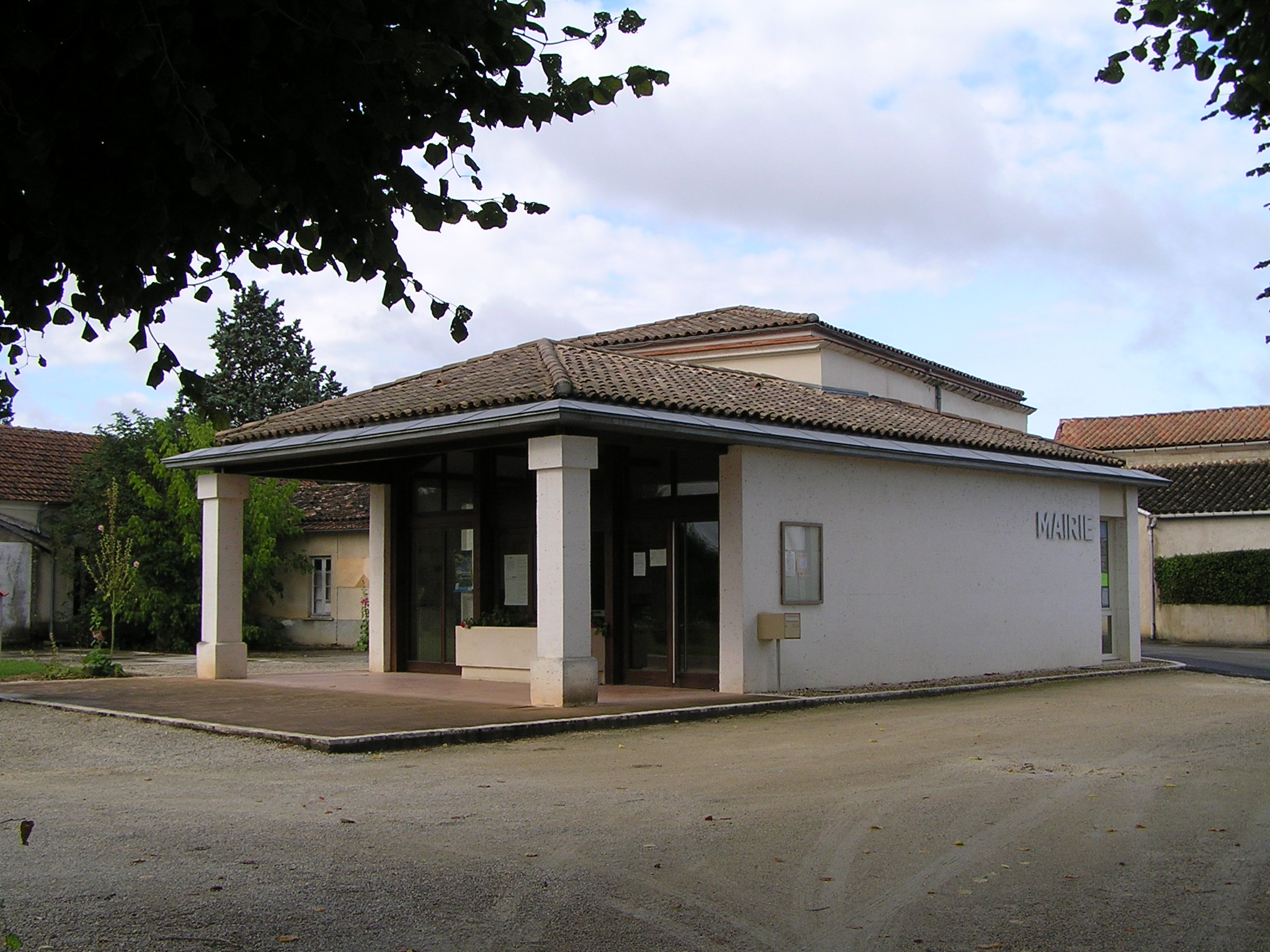
Мэрия
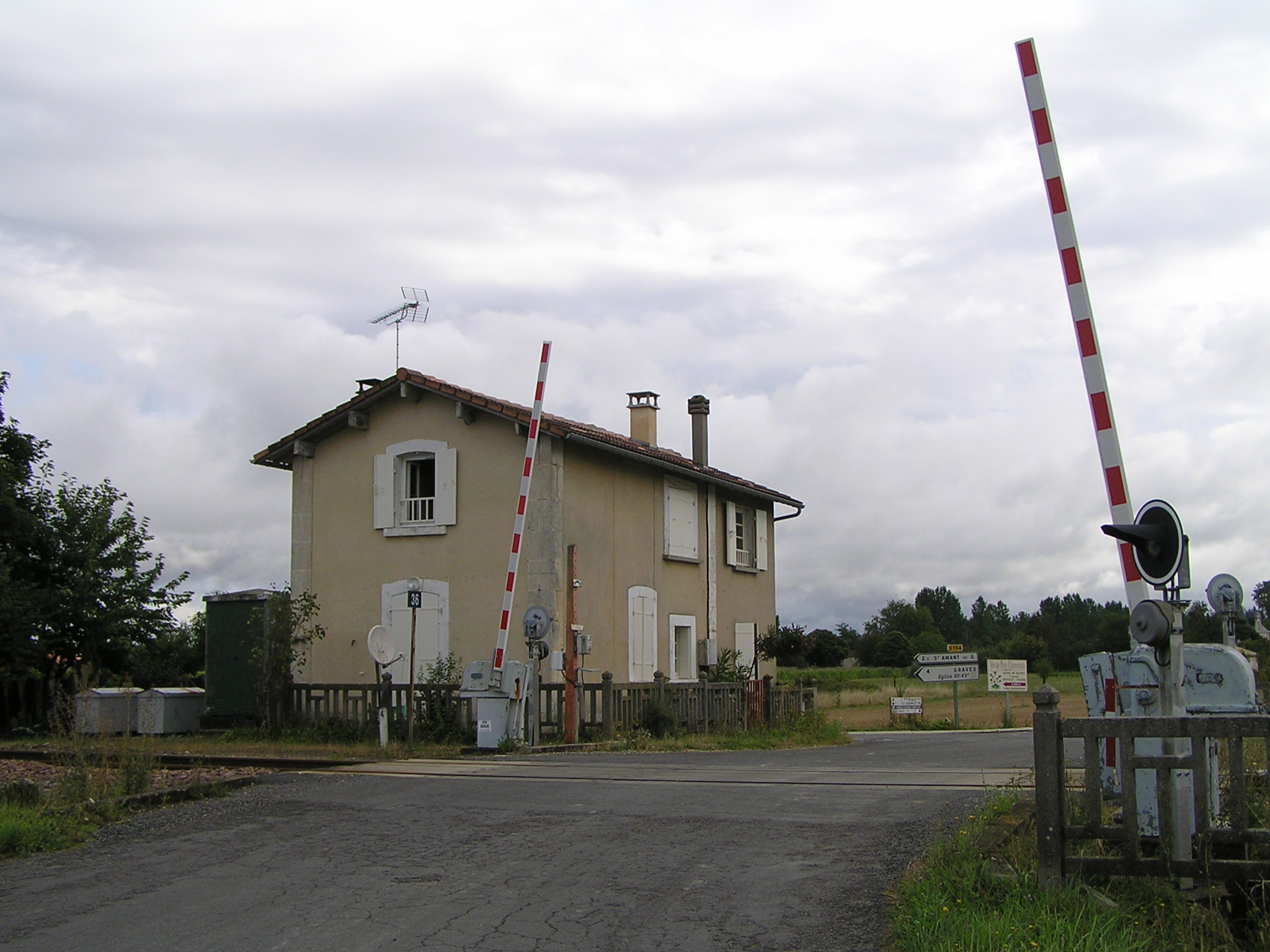
Вокзал